# 리데르급 구축함
리데르급 구축함은 러시아가 건조할 예정인 원자력 추진 구축함이다. 러시아 해군은 8 ~ 20척의 리데르급을 건조할 계획이라고 입장을 발표했다. GPV 2018-2025에 따라 2022년 중순에 건조가 시작될 예정이다.

## 디자인
배수량 19000톤 리데르급 핵순양함은 구축함, 대형 대잠함, 미사일 순양함의 세가지 기능을 할 것이다. 24000톤 키로프급 미사일 순양함 보다 작지만, 더 많은 무기를 탑재한다. 대잠전을 주요 임무로 하는 우달로이급 구축함과 함께 편성되어 방공 및 대수상함전을 주임무로 하는 소브레메니급 구축함을 대체하며, 슬라바급 미사일 순양함까지도 모두 리데르급 핵순양함으로 대체하게 될 것이다.
확장된 음식 저장고를 설치해서, 90일 동안 작전이 가능하게 될 것이다. 핵추진이라 연료 걱정은 없다.

## 제원
- 만재배수량 : 18,000t
- 길이 : 200m
- 함폭 : 25m
- 최고속력 : 30~33노트

## 러시아 해군 전력
| 항공모함/상륙함              | 보유수 | 함중량  | 레이다 탐지능력             | 항공기 함재                                                      |
| ---------------------------- | ------ | ------- | --------------------------- | ---------------------------------------------------------------- |
| 쿠즈네초프 항공모함          | 1척    | 65,000t | MR-710:230 km               | 수호이 Su-33, 카모프 Ka-27                                       |
| 수상전투함                   | 보유수 | 함중량  | 레이다 탐지능력             | 미사일무장                                                       |
| 키로프급 미사일 순양함       | 1척    | 28,000t | MR-800:200 km/MR-710:230 km | P-700 20발, SS-N-14 14발, S-300F 144발,SA-N-9 128발 SA-N-4 40발, |
| 슬라바급 미사일 순양함       | 3척    | 12,000t | MR-800:200 km/MR-710:230 km | P-500 16발, S-300F 64발, SA-N-4 40발,                            |
| 카신급 구축함                | 1척    | 4,300t  |                             | SA-3 32발,                                                       |
| 우달로이급 구축함            | 9척    | 7,500t  | MR-760:230 km               | SS-N-14 8발, SA-N-9 64발                                         |
| 소브레메니급 구축함          | 3척    | 7,900t  | MR-760:230 km               | P-270 8발, SA-N-12 48발                                          |
| 고르쉬코프급 호위함          | 1척    | 4,000t  | 5P-27:150 km                | 지르콘 미사일 8발                                                |
| Neustrashimyy급 호위함       | 2척    | 4,400t  | MR-750:                     |                                                                  |
| 크리박급 호위함              | 2척    | 3,500t  | MR-755:180 km               | SA-N-4 40발,SS-N-14 4발                                          |
| 잠수함                       | 56척   | 함중량  | 레이다/소나                 | 미사일무장                                                       |
| 프로젝트 941 아쿨라형 잠수함 | 1척    | 48,000t |                             | R-39 탄도미사일 20발                                             |
| 보레이급 잠수함              | 3척    | 24,000t |                             | RSM-56 탄도미사일 16발                                           |
| 델타IV급 원자력 잠수함       | 6척    | 18,000t |                             | R-29 탄도미사일 16발                                             |
| 오스카급 잠수함              | 7척    | 19,000t |                             | P-700 24발, SS-N-15 28발                                         |
| 시에라급 원자력 잠수함       | 3척    | 9,000t  |                             |                                                                  |
| 아쿨라급 원자력 잠수함       | 10척   | 12,700t | Chiblis                     |                                                                  |
| 프로젝트 885 야센급 잠수함   | 1척    | 13,800t |                             | 오닉스 32발, 3M-54 40발                                          |
| 빅토르급 원자력 잠수함       | 3척    | 7,200t  | MRK-50                      |                                                                  |
| 킬로급 잠수함                | 21척   | 3,900t  |                             | SA-N-8 8발, SA-N-10 8발                                          |
| 라다급 잠수함                | 1척    | 2,700t  |                             | 3M-54 10발                                                       |

## 성능
핵추진 구축함이며 고출력 레이더와 대공 미사일만 128셀을 도배한 리데르급은 S-500 해상형 체계를 장착해 이지스함처럼 탄도탄 방어도 가능하며 P-800 초음속 대함미사일과 3M-54 클럽, 대잠수함 순항 미사일 등을 장착하여, 화력 또한 키로프급을 압도할 것으로 보인다.